# Federacja Branżowych Związków Producentów Rolnych
Die Federacja Branżowych Związków Producentów Rolnych (FBZPR) (Organisation der Verbände der Agrarproduktion) ist ein Dachverband landwirtschaftlicher Organisationen in Polen. Er wurde 1991 gegründet und hat seinen Sitz in Warschau. Die Tätigkeit der FBZPR beruht auf einem Gesetz vom 8. Oktober 1982 über Organisationen landwirtschaftlicher Berufe. Eine informelle Vorgängerorganisation war seit 1982 der Społeczna Rada Konsultacyjna Krajowych Związków Rolniczych Zrzeszeń Branżowych.
Die Aufgaben des Spitzenverbandes umfassen gemäß Statut im Wesentlichen die Beteiligung an der Gestaltung der polnischen wie europäischen Agrarpolitik, Einflussnahme auf die entsprechende Gesetzgebung des Landes und der Europäischen Union, Vertretung der Mitgliedsorganisationen gegenüber Behörden und die Förderung der Entwicklung der Mitglieder. Die FBZPR wird von einem siebenköpfigen Präsidium geleitet, dessen derzeitiger Vorsitzender Marian Sikora ist; die Geschäfte führt eine Geschäftsführerin, Agnieszka Falba.
Der Verband umfasst 29 Mitgliedsorganisationen, die Züchter, Landwirte und Handelsunternehmen vertreten:
- Polski Związek Hodowców i Producentów Trzody Chlewnej „POLSUS“
- Polski Związek Owczarski
- Polski Związek Hodowców Koni
- Polski Związek Hodowców i Producentów Bydła Mięsnego
- Polskie Zrzeszenie Producentów Bydła Mięsnego
- Unia Producentów i Pracodawców Przemysłu Mięsnego UPEMI
- Polski Związek Zrzeszeń Hodowców i Producentów Drobiu
- Polski Związek Hodowców Strusi
- Gdański Związek Hodowców Zwierząt Futerkowych
- Polski Związek Pszczelarski
- Polski Związek Producentów Roślin Zbożowych
- Krajowa Federacja Producentów Zbóż
- Polski Związek Producentów Kukurydzy
- Krajowy Związek Plantatorów Tytoniu
- Polski Związek Producentów Chmielu
- Polski Związek Plantatorów Wikliny
- Polski Związek Ogrodniczy
- Krajowy Związek Zrzeszeń Plantatorów Owoców i Warzyw
- Polski Związek Producentów Ziemniaków i Nasion Rolniczych
- Zrzeszenie Producentów Nasion Ogrodniczych Materiału Szkółkarskiego i Grzybni „SOGNAS“
- Związek Producentów Nasion Ogrodniczych i Materiału Szkółkarskiego
- Związek Gorzelni Polskich
- Polski Związek Hodowców i Producentów Gęsi
- Związek Polskich Plantatorów Chmielu
- Polskie Towarzystwo Rybackie w Poznaniu
- Związek Plantatorów Tytoniu w Krasnymstawie
- Związek Producentów Ryb
- Związek Polskie Mięso
- Polski Związek Hodowców i Producentów Zwierząt Futerkowych